# Micrométéorologie
La micrométéorologie est un domaine de la météorologie qui se consacre à l'étude, de très petite échelle, des états de l'atmosphère terrestre et de ses interactions avec l'environnement géochimique. Cette science étudie et modélise les transferts d'énergie et de matières entre l'atmosphère et le sol et les plantes, les turbulences dans la couche limite atmosphérique, etc.

## Domaines d'applications
La micrométéorologie trouve son application dans le cadre des prévisions météorologiques lors de la simulation des modèles prévisionnels (influence des forêts), mais aussi dans l'amélioration des modèles du réchauffement climatique. La micrométéorologie est une science qui s'applique à la fois dans le cadre des études de flux thermiques, au sein d'une forêt ou dans un type de sol spécifié, ou encore dans la description des turbulences à micro-échelle.
Les études micrométéorologiques s'effectuent dans la troposphère, s'affranchissant ainsi des paramètres relatifs à l'effet Coriolis à prendre en compte dans les couches supérieures de l'atmosphère.

### En forêt
Elle implique la recherche du flux thermique global, qui se détermine par la somme :
- Flux de chaleur sensible (air) + Flux de chaleur latente (eau) + Stockage thermique du sol (selon le type de sol, les coefficients diffèrent) + Flux thermique stocké par la végétation.

Sur ce dernier point, la canopée d'une forêt est le facteur prépondérant. Il faut y ajouter les flux thermiques échangés avec les troncs d'arbres et les branches, mais ce facteur peut-être négligé, puisqu'il ne représente que 1 % du flux thermique stocké par la végétation.
Les flux diffèrent selon l'orientation et de l'heure, avec un stockage d'énergie pendant le jour, et un déstockage pendant la nuit.

## Lieux de recherche et d'enseignement
Le NOAA américain étudie cette science.
En France, elle est enseignée depuis septembre 2008 à l'École des mines d'Alès.